# Alessandro Tartagni
Alessandro Tartagni, latinisé sous la forme Alexandre de Tartagnis, né à Imola vers 1424 et mort en 1477, probablement à Bologne où il est inhumé, est un  juriste italien, surnommé à son époque doctor aureus ou doctor veritatis.

## Biographie
Il étudie la philosophie et le droit à l'Université de Bologne, où il est l'élève de Paolo di Castro. Il commence sa carrière universitaire en enseignant le droit civil aux universités de Pavie, de Padoue, de Ferrare et de Bologne. Il a parmi ses élèves Bulgarino Bulgarini (it) et entre en relation avec des juristes célèbres tels que Giasone Del Maino et Bartolomeo Socini. Tartagni obtient la citoyenneté bolognaise du cardinal Bessarion et est élu magistrat dans la même ville.
Considéré comme le dernier des scolastiques, il commente le Digeste et le Code de Justinien, publiant une série de Consilia en sept volumes, contenant des opinions sur le droit canonique, et le droit civil. De nombreuses éditions de l'ouvrage sont connues, publiées à Venise et à Lyon.
Il publie aussi un commentaire sur les travaux du juriste Bartole.

## Ouvrages
- (la) Interpraetationes ad frequentiores Pandectarum titulos, leges et paragraphos, vol. 5, Bartolomeo Arese, 1595 (lire en ligne)

### Manuscrits
- Consilia, XV secolo, Città del Vaticano, Biblioteca Apostolica Vaticana, Fondo Patetta, Patetta 205, ff. 9v-13v.
  - Consilia, XV secolo, Napoli, Biblioteca Nazionale Vittorio Emanuele III, Fondo Nazionale, ms. VII.D.77.
  - Consilia, XVI secolo, Paris, Bibliothèque Nationale de France, Fonds latin, Lat. 4724.

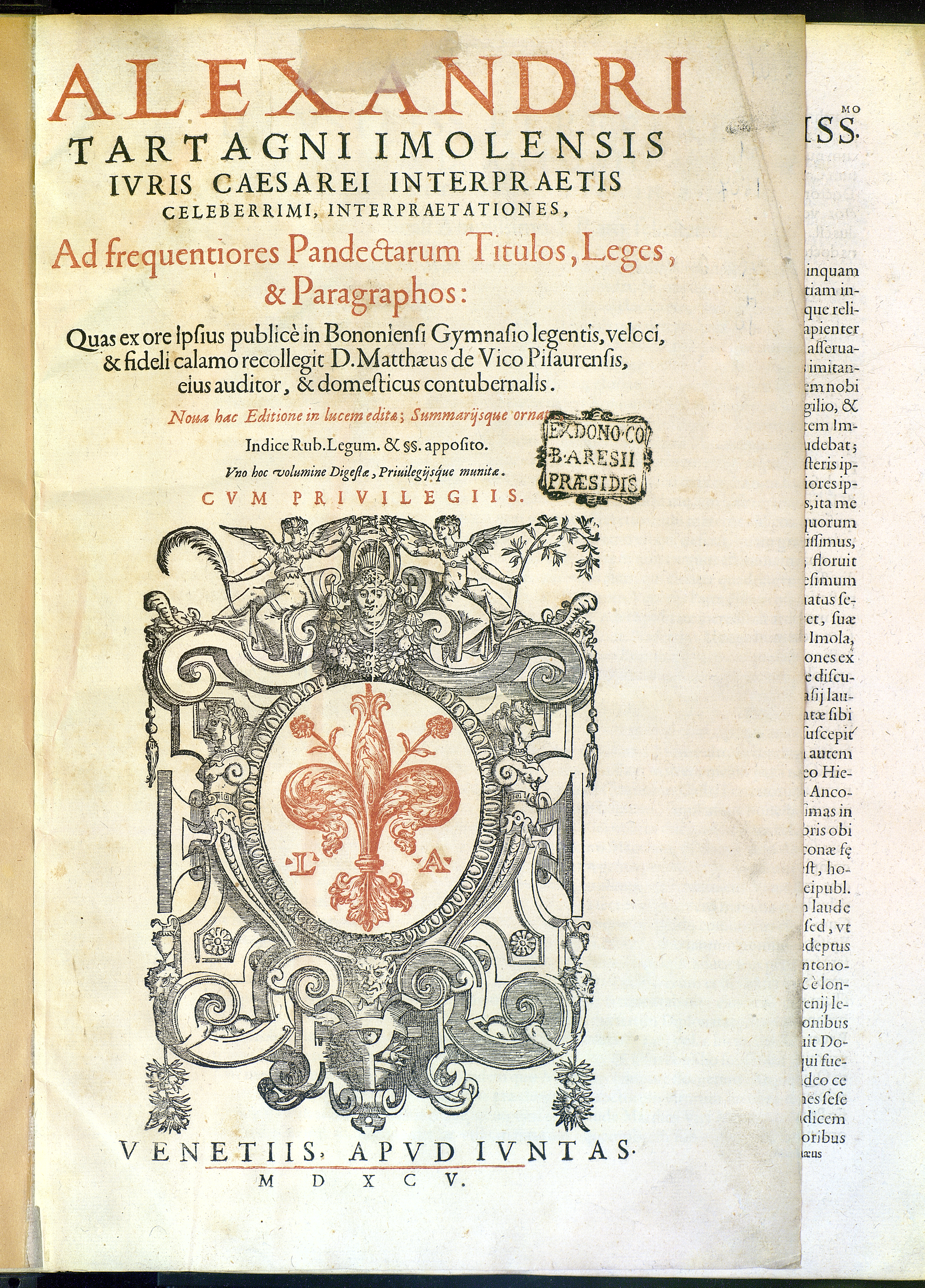
Interpraetationes ad fréquentesores Pandectarum titulos, leges et paragraphos, 1595.
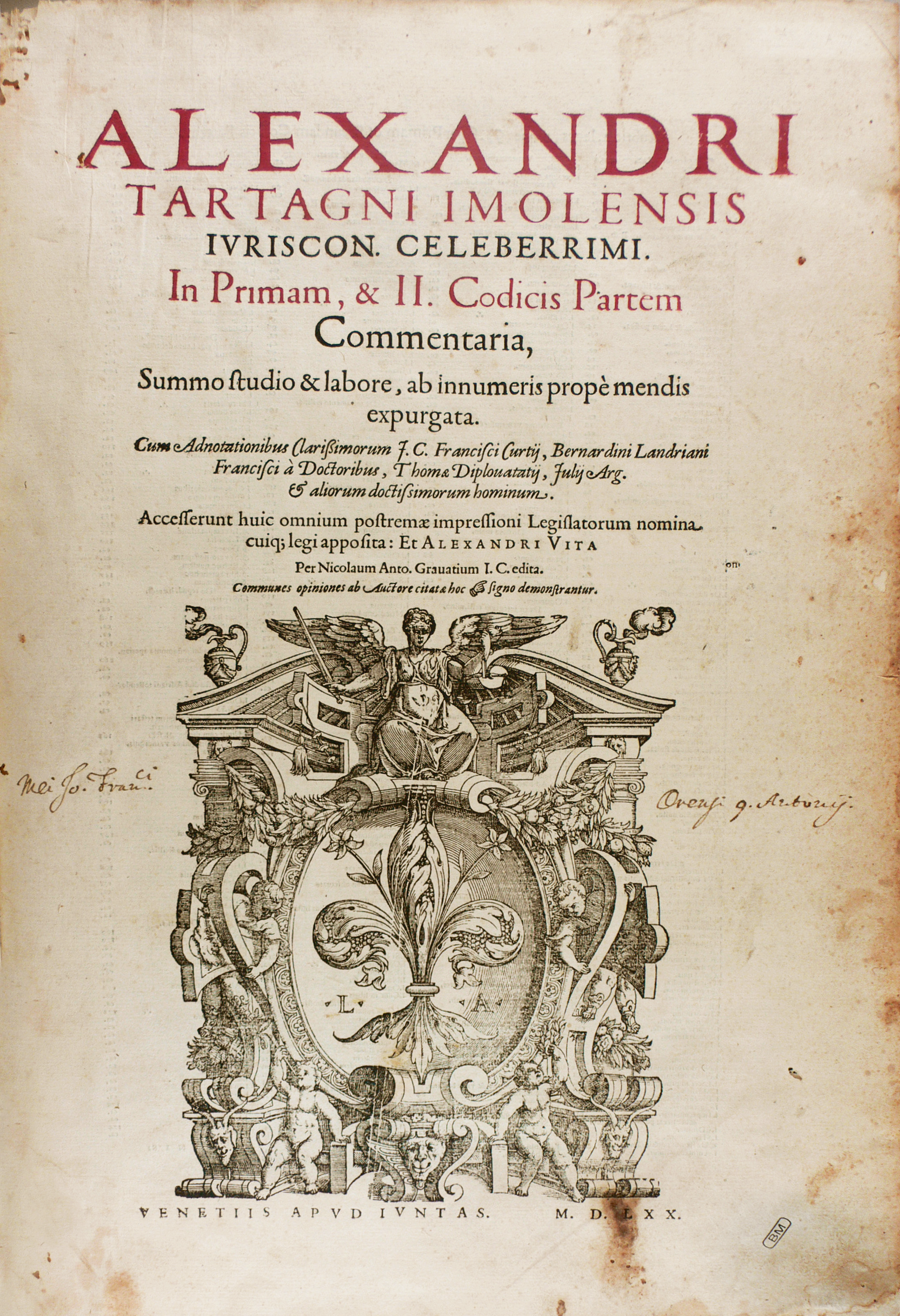
Codicis partem commentaria, 1570 (Milan, Fondation Mansutti).
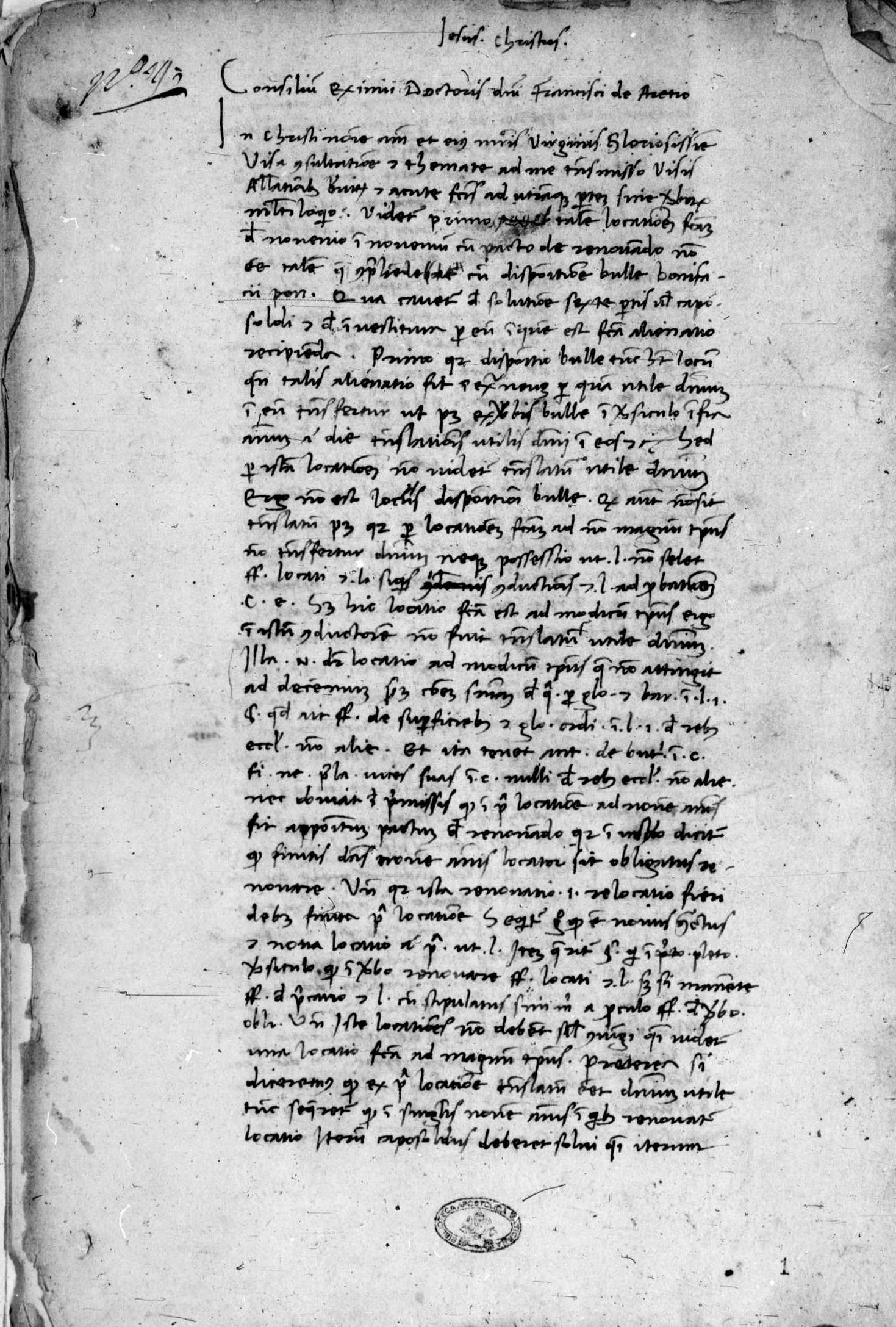
Consilia, manuscrit, 15e siècle. Cité du Vatican, Bibliothèque apostolique du Vatican, Fonds Patetta, Patetta 205.

## Tombeau
Son tombeau de marbre, sculpté par Francesco di Simone Ferrucci, est visible à la basilique San Domenico à Bologne.

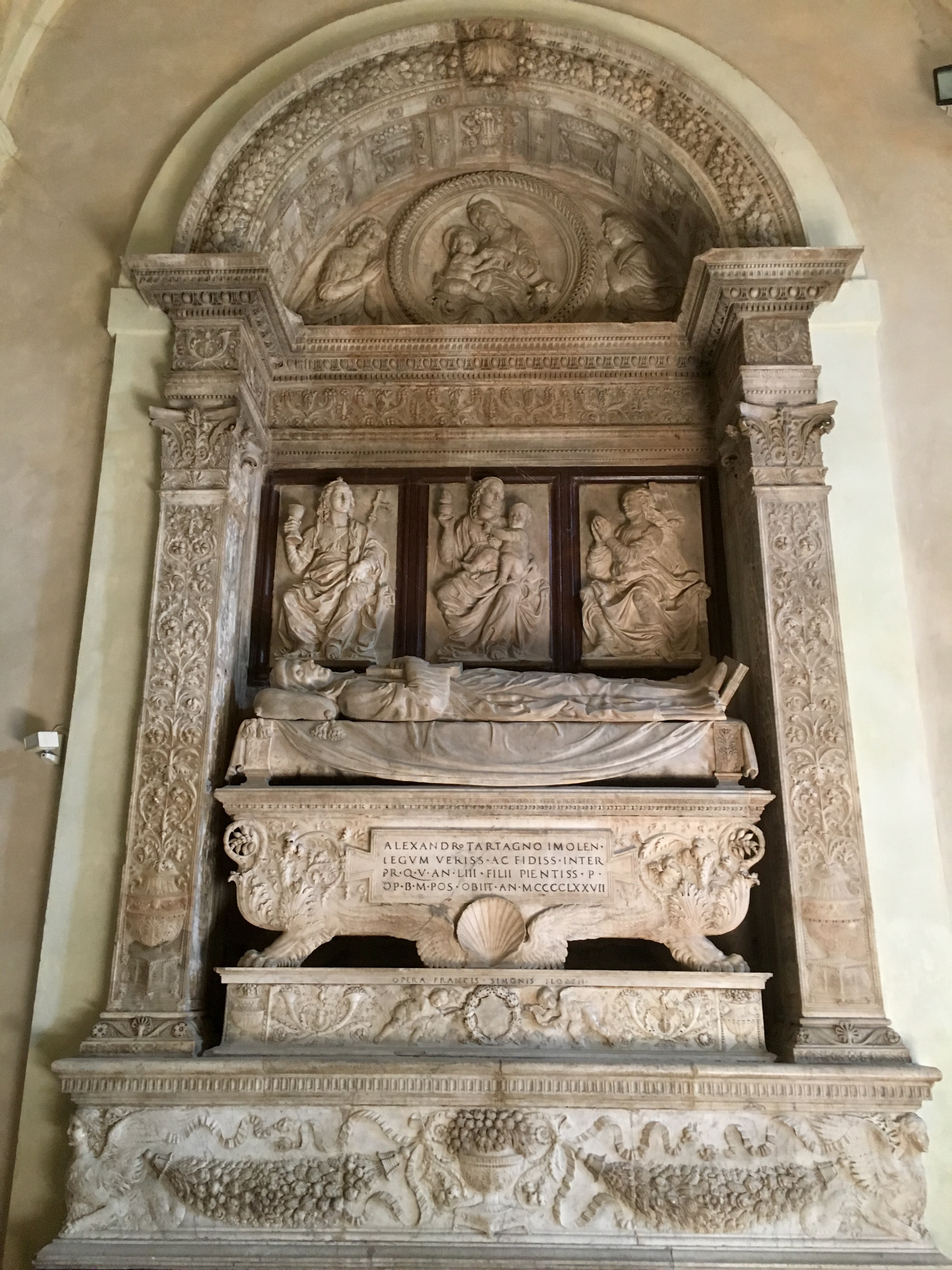
Tombeau de marbre à la basilique San Domenico (Bologne).
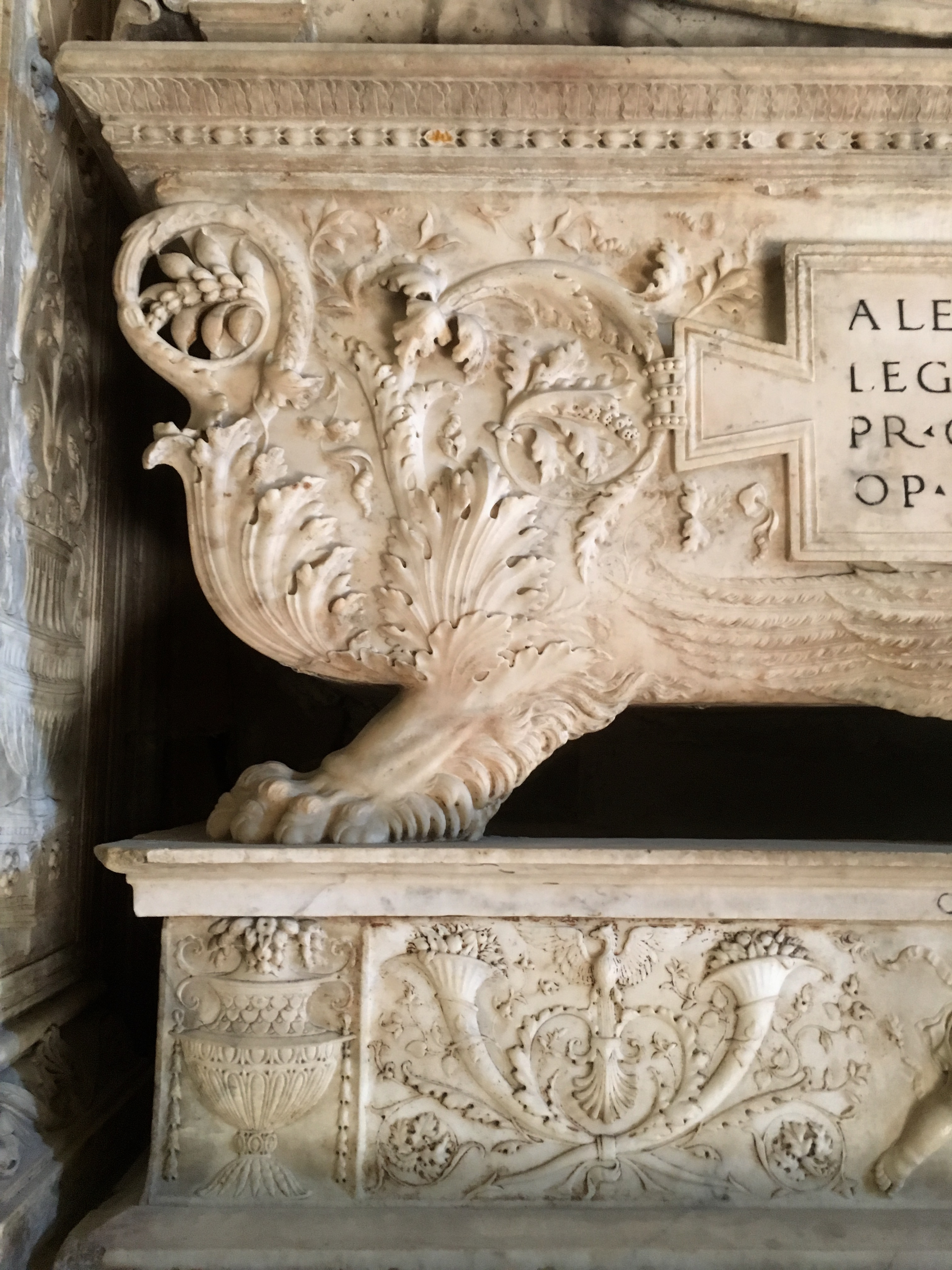
Détail
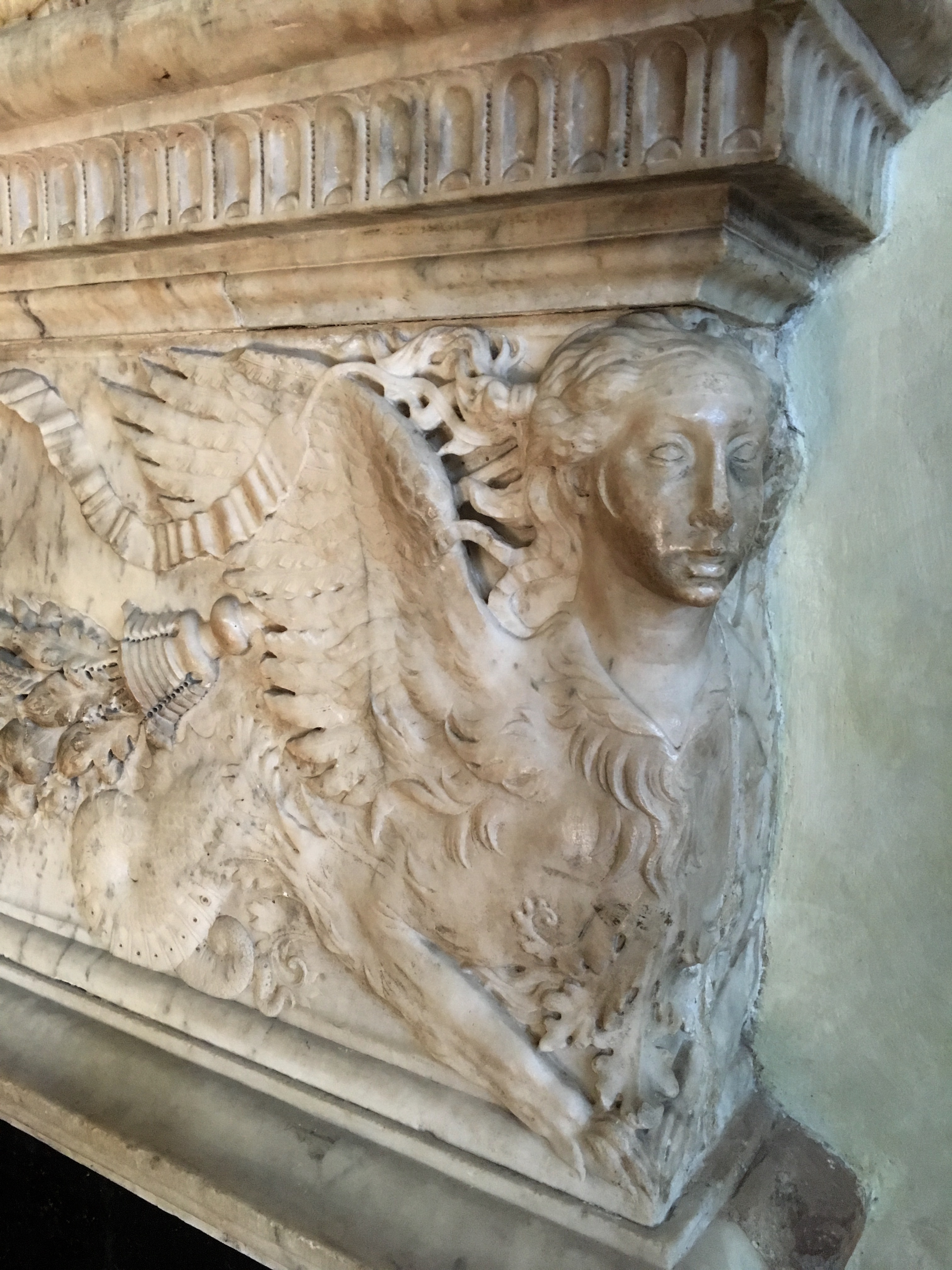
Détail
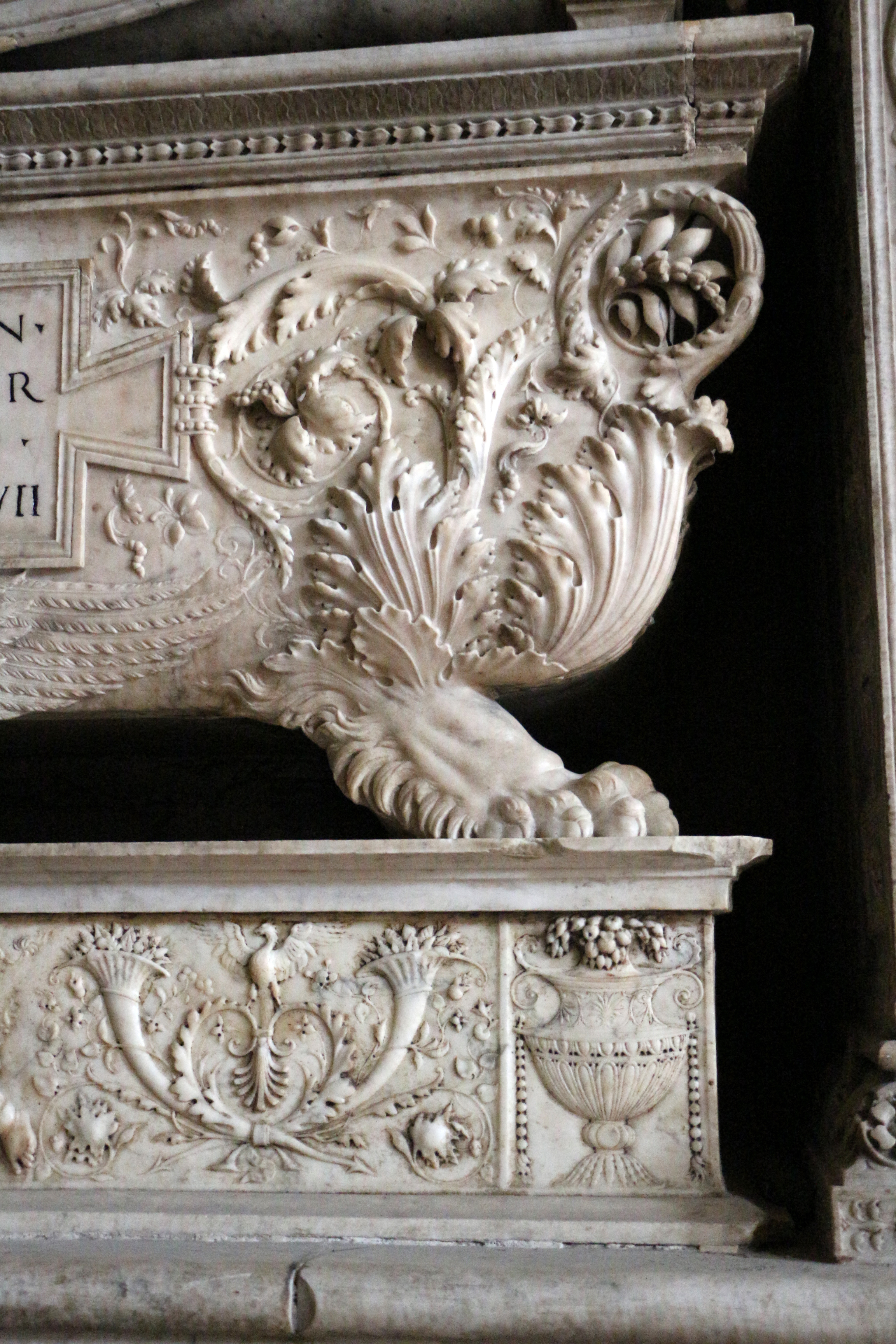
Détail